# Chelonoidis porteri
Chelonoidis porteri là một loài rùa trong họ Testudinidae. Loài này được Rothschild mô tả khoa học đầu tiên năm 1903.
Đây là loài đặc hữu quần đảo của quần đảo Galapagos, ở Ecuador.